# Temporada 1985-86 de la NBA
La temporada 1985-86 de la NBA fue la cuadragésima en la historia de la liga. La temporada finalizó con Boston Celtics como campeones tras ganar a Houston Rockets por 4-2.

## Aspectos destacados
- El All-Star Game de la NBA de 1986 se disputó en el Reunion Arena de Dallas, Texas, con victoria del Este sobre el Oeste por 139-132. Isiah Thomas, de Detroit Pistons, ganó el premio al MVP del partido. Además de las festividades del All-Star Weekend, el base de 1.68 metros Spud Webb, de Atlanta Hawks, ganó el Concurso de Mates. También se disputó el primer Concurso de Triples, ganado por Larry Bird (el primero de sus tres consecutivos).
- Los Kings se trasladaron de Kansas City (Misuri) a Sacramento, California, jugando sus partidos como local en el ARCO Arena I.
- Los Celtics logaron un récord de 40-1 (97.6%) en casa, el más efectivo en la historia de la liga. Su única derrota como locales ocurrió el 6 de diciembre de 1985 ante Portland Trail Blazers por 121-103. Los Celtics también ganaron los 10 partidos que disputaron en Boston en los playoffs. Un total de 19 derrotas en un total de 100 partidos.
- Fue la primera campaña en la que la NBA entregó el premio al Jugador con mayor progresión de la NBA a final de temporada. Alvin Robertson, de San Antonio Spurs, fue el primer jugador en ganarlo. Robertson también estableció un récord de más partidos consecutivos robando al menos un balón (105), logro que duró 22 años.
- En el segundo partido de la primera ronda de la Conferencia Este, Michael Jordan anotó 63 puntos ante Boston, pero sus Chicago Bulls perdieron en dos prórrogas.
- Todos los equipos de la División Medio Oeste se clasificaron para playoffs, siendo la única vez en la historia en la que una división coloca a todos sus equipos en la postemporada.

## Clasificaciones
| Equipo             | V  | D  | %V   | P  |
| ------------------ | -- | -- | ---- | -- |
| Boston Celtics C   | 67 | 15 | .817 | -  |
| Philadelphia 76ers | 54 | 28 | .659 | 13 |
| New Jersey Nets    | 39 | 43 | .476 | 28 |
| Washington Bullets | 39 | 43 | .476 | 28 |
| New York Knicks    | 23 | 59 | .280 | 44 |

| Equipo              | V  | D  | %V   | P  |
| ------------------- | -- | -- | ---- | -- |
| Milwaukee Bucks     | 57 | 25 | .695 | -  |
| Atlanta Hawks       | 50 | 32 | .610 | 7  |
| Detroit Pistons     | 46 | 36 | .561 | 11 |
| Chicago Bulls       | 30 | 52 | .366 | 27 |
| Cleveland Cavaliers | 29 | 53 | .354 | 28 |
| Indiana Pacers      | 26 | 56 | .317 | 31 |

| Equipo            | V  | D  | %V   | P  |
| ----------------- | -- | -- | ---- | -- |
| Houston Rockets   | 51 | 31 | .622 | -  |
| Denver Nuggets    | 47 | 35 | .573 | 4  |
| Dallas Mavericks  | 44 | 38 | .537 | 7  |
| Utah Jazz         | 42 | 40 | .512 | 9  |
| Sacramento Kings  | 37 | 45 | .451 | 14 |
| San Antonio Spurs | 35 | 47 | .427 | 16 |

| Equipo                 | V  | D  | %V   | P  |
| ---------------------- | -- | -- | ---- | -- |
| Los Angeles Lakers     | 62 | 20 | .756 | -  |
| Portland Trail Blazers | 40 | 42 | .488 | 22 |
| Los Angeles Clippers   | 32 | 50 | .390 | 30 |
| Phoenix Suns           | 32 | 50 | .390 | 30 |
| Seattle SuperSonics    | 31 | 51 | .378 | 31 |
| Golden State Warriors  | 30 | 52 | .366 | 32 |

* V: Victorias
* D: Derrotas
* %V: Porcentaje de victorias
* P: Partidos de diferencia respecto a la primera posición
* C: Campeón

## Playoffs
|  | Primera Ronda     | Primera Ronda | Primera Ronda |   |              | Semifinales de Conferencia | Semifinales de Conferencia | Semifinales de Conferencia |  |   | Finales de Conferencia | Finales de Conferencia | Finales de Conferencia |  |    | Finales NBA | Finales NBA | Finales NBA |
|  |                   |               |               |   |              |                            |                            |                            |  |   |                        |                        |                        |  |    |             |             |             |
|  | 1                 | L.A. Lakers   | 3             |   |              |                            |                            |                            |  |   |                        |                        |                        |  |    |             |             |             |
|  | 8                 | San Antonio   | 0             |   |              |                            |                            |                            |  |   |                        |                        |                        |  |    |             |             |             |
|  | 8                 | San Antonio   | 0             |   | 1            | L.A. Lakers                | 4                          |                            |  |   |                        |                        |                        |  |    |             |             |             |
|  |                   |               |               |   | 1            | L.A. Lakers                | 4                          |                            |  |   |                        |                        |                        |  |    |             |             |             |
|  |                   | 4             | Dallas        | 2 |              |                            |                            |                            |  |   |                        |                        |                        |  |    |             |             |             |
|  | 4                 | 4             | Dallas        | 2 | Dallas       | 3                          |                            |                            |  |   |                        |                        |                        |  |    |             |             |             |
|  | 4                 |               |               |   | Dallas       | 3                          |                            |                            |  |   |                        |                        |                        |  |    |             |             |             |
|  | 5                 | Utah          | 1             |   |              |                            |                            |                            |  |   |                        |                        |                        |  |    |             |             |             |
|  | 5                 | Utah          | 1             |   |              |                            |                            |                            |  | 1 | L.A. Lakers            | 1                      |                        |  |    |             |             |             |
|  | Conferencia Oeste |               |               |   |              |                            |                            |                            |  | 1 | L.A. Lakers            | 1                      |                        |  |    |             |             |             |
|  |                   | 2             | Houston       | 4 |              |                            |                            |                            |  |   |                        |                        |                        |  |    |             |             |             |
|  | 3                 | 2             | Houston       | 4 | Denver       | 3                          |                            |                            |  |   |                        |                        |                        |  |    |             |             |             |
|  | 3                 |               |               |   | Denver       | 3                          |                            |                            |  |   |                        |                        |                        |  |    |             |             |             |
|  | 6                 | Portland      | 1             |   |              |                            |                            |                            |  |   |                        |                        |                        |  |    |             |             |             |
|  | 6                 | Portland      | 1             |   | 3            | Denver                     | 2                          |                            |  |   |                        |                        |                        |  |    |             |             |             |
|  |                   |               |               |   | 3            | Denver                     | 2                          |                            |  |   |                        |                        |                        |  |    |             |             |             |
|  |                   | 2             | Houston       | 4 |              |                            |                            |                            |  |   |                        |                        |                        |  |    |             |             |             |
|  | 2                 | 2             | Houston       | 4 | Houston      | 3                          |                            |                            |  |   |                        |                        |                        |  |    |             |             |             |
|  | 2                 |               |               |   | Houston      | 3                          |                            |                            |  |   |                        |                        |                        |  |    |             |             |             |
|  | 7                 | Sacramento    | 0             |   |              |                            |                            |                            |  |   |                        |                        |                        |  |    |             |             |             |
|  | 7                 | Sacramento    | 0             |   |              |                            |                            |                            |  |   |                        |                        |                        |  | O2 | Houston     | 2           |             |
|  |                   |               |               |   |              |                            |                            |                            |  |   |                        |                        |                        |  | O2 | Houston     | 2           |             |
|  |                   | E1            | Boston        | 4 |              |                            |                            |                            |  |   |                        |                        |                        |  |    |             |             |             |
|  | 1                 | E1            | Boston        | 4 | Boston       | 3                          |                            |                            |  |   |                        |                        |                        |  |    |             |             |             |
|  | 1                 |               |               |   | Boston       | 3                          |                            |                            |  |   |                        |                        |                        |  |    |             |             |             |
|  | 8                 | Chicago       | 0             |   |              |                            |                            |                            |  |   |                        |                        |                        |  |    |             |             |             |
|  | 8                 | Chicago       | 0             |   | 1            | Boston                     | 4                          |                            |  |   |                        |                        |                        |  |    |             |             |             |
|  |                   |               |               |   | 1            | Boston                     | 4                          |                            |  |   |                        |                        |                        |  |    |             |             |             |
|  |                   | 4             | Atlanta       | 1 |              |                            |                            |                            |  |   |                        |                        |                        |  |    |             |             |             |
|  | 4                 | 4             | Atlanta       | 1 | Atlanta      | 3                          |                            |                            |  |   |                        |                        |                        |  |    |             |             |             |
|  | 4                 |               |               |   | Atlanta      | 3                          |                            |                            |  |   |                        |                        |                        |  |    |             |             |             |
|  | 5                 | Detroit       | 1             |   |              |                            |                            |                            |  |   |                        |                        |                        |  |    |             |             |             |
|  | 5                 | Detroit       | 1             |   |              |                            |                            |                            |  | 1 | Boston                 | 4                      |                        |  |    |             |             |             |
|  | Conferencia Este  |               |               |   |              |                            |                            |                            |  | 1 | Boston                 | 4                      |                        |  |    |             |             |             |
|  |                   | 2             | Milwaukee     | 0 |              |                            |                            |                            |  |   |                        |                        |                        |  |    |             |             |             |
|  | 3                 | 2             | Milwaukee     | 0 | Philadelphia | 3                          |                            |                            |  |   |                        |                        |                        |  |    |             |             |             |
|  | 3                 |               |               |   | Philadelphia | 3                          |                            |                            |  |   |                        |                        |                        |  |    |             |             |             |
|  | 6                 | Washington    | 2             |   |              |                            |                            |                            |  |   |                        |                        |                        |  |    |             |             |             |
|  | 6                 | Washington    | 2             |   | 3            | Philadelphia               | 3                          |                            |  |   |                        |                        |                        |  |    |             |             |             |
|  |                   |               |               |   | 3            | Philadelphia               | 3                          |                            |  |   |                        |                        |                        |  |    |             |             |             |
|  |                   | 2             | Milwaukee     | 4 |              |                            |                            |                            |  |   |                        |                        |                        |  |    |             |             |             |
|  | 2                 | 2             | Milwaukee     | 4 | Milwaukee    | 3                          |                            |                            |  |   |                        |                        |                        |  |    |             |             |             |
|  | 2                 |               |               |   | Milwaukee    | 3                          |                            |                            |  |   |                        |                        |                        |  |    |             |             |             |
|  | 7                 | New Jersey    | 0             |   |              |                            |                            |                            |  |   |                        |                        |                        |  |    |             |             |             |

## Estadísticas
| Categoría                    | Jugador           | Equipo             | Estadísticas |
| ---------------------------- | ----------------- | ------------------ | ------------ |
| Puntos por partido           | Dominique Wilkins | Atlanta Hawks      | 30.3         |
| Rebotes por partido          | Bill Laimbeer     | Detroit Pistons    | 13.1         |
| Asistencias por partido      | Magic Johnson     | Los Angeles Lakers | 12.6         |
| Robos por partido            | Alvin Robertson   | San Antonio Spurs  | 3.7          |
| Tapones por partido          | Manute Bol        | New Jersey Nets    | 5.0          |
| Porcentaje de tiros de campo | Steve Johnson     | San Antonio Spurs  | 63.2         |
| Porcentaje de tiros libres   | Larry Bird        | Boston Celtics     | 89.6         |
| Porcentaje de tiros de tres  | Craig Hodges      | Milwaukee Bucks    | 45.1         |

## Premios
- MVP de la Temporada
  -  Larry Bird (Boston Celtics)
- Rookie del Año
  -  Patrick Ewing (New York Knicks)
- Mejor Defensor
  -  Alvin Robertson (San Antonio Spurs)
- Mejor Sexto Hombre
  -  Bill Walton (Boston Celtics)
- Jugador Más Mejorado
  -  Alvin Robertson (San Antonio Spurs)
- Entrenador del Año
  -  Mike Fratello (Atlanta Hawks)

| - Mejor Quinteto de la Temporada - A - Larry Bird, Boston Celtics - A - Dominique Wilkins, Atlanta Hawks - P - Kareem Abdul-Jabbar, Los Angeles Lakers - B - Isiah Thomas, Detroit Pistons - B - Magic Johnson, Los Angeles Lakers | - 2.º Mejor Quinteto de la Temporada - Charles Barkley, Philadelphia 76ers - Alex English, Denver Nuggets - Hakeem Olajuwon, Houston Rockets - Alvin Robertson, San Antonio Spurs - Sidney Moncrief, Milwaukee Bucks |

| - Mejor Quinteto Defensivo - Kevin McHale, Boston Celtics - Mark Eaton, Utah Jazz - Paul Pressey, Milwaukee Bucks - Maurice Cheeks, Philadelphia 76ers - Sidney Moncrief, Milwaukee Bucks | - 2.º Mejor Quinteto Defensivo - Michael Cooper, Los Angeles Lakers - Bill Hanzlik, Denver Nuggets - Manute Bol, Washington Bullets - Alvin Robertson, San Antonio Spurs - Dennis Johnson, Boston Celtics |

- Mejor Quinteto de Rookies
  - Joe Dumars, Detroit Pistons
  - Charles Oakley, Chicago Bulls
  - Patrick Ewing, New York Knicks
  - Xavier McDaniel, Seattle SuperSonics
  - Karl Malone, Utah Jazz